# 中国共产党中国人民政治协商会议全国委员会党组
中国共产党中国人民政治协商会议全国委员会党组（简称中共政协全国委员会党组，或中共全国政协党组），由中国共产党中央委员会批准成立。

## 沿革
中国共产党中国人民政治协商会议全国委员会党组从中国人民政治协商会议第七届全国委员会开始成立，此后历届也都设立。
自第七届全国政协党组成立时，开始制定中共政协全国委员会党组工作规则，第八届全国政协党组作了较大的修改，规定了全国政协党组的领导关系，进一步明确、规范了全国政协党组的工作任务和会议制度。2003年3月26日，中共政协第十届全国委员会党组第一次会议通过了《中共政协全国委员会党组工作规则》。

## 职责
中国共产党中国人民政治协商会议全国委员会党组的任务主要是负责实现中国共产党的路线、方针、政策，讨论和决定中国人民政治协商会议全国委员会的重大问题，团结非党干部和群众，完成党和国家交给的任务，指导机关和直属单位中国共产党的组织的工作。
中国共产党中国人民政治协商会议全国委员会党组负责领导中国共产党中国人民政治协商会议全国委员会机关党组，以及各专门委员会分党组。

## 历届组成人员
中国共产党中国人民政治协商会议全国委员会党组的书记、副书记、成员由中国共产党中央委员会决定。历届书记、副书记、成员是：
| 书记 - 李先念（1988年—1993年） 副书记 - 王任重（1988年—1992年3月16日逝世） - 阎明复（1988年—1990年） - 叶选平（1991年—1993年） - 方毅（1992年—1993年） 成员 - 方毅（1988年—1992年） - 谷牧（1988年—1993年） - 杨静仁（1988年—1993年） - 康克清（1988年—1993年） - 马文瑞（1988年—1993年） - 钱学森（1988年—1993年） - 胡绳（1988年—1993年） - 钱正英（1988年—1993年） - 司马义·艾买提（1988年—1993年） - 周绍铮（1988年—1993年） - 洪学智（1990年—1993年） | 书记 - 李瑞环（1993年—1998年） 副书记 - 叶选平（1993年—1998年） - 吴学谦（1993年—1998年） 成员 - 杨汝岱（1993年—1998年） - 王兆国（1993年—1998年） - 赛福鼎·艾则孜（1993年—1998年） - 洪学智（1993年—1998年） - 杨静仁（1993年—1998年） - 钱学森（1993年—1998年） - 胡绳（1993年—1998年） - 钱正英（1993年—1998年） - 朱光亚（1994年—1998年） - 朱训（1994年—1998年） |

| 书记 - 李瑞环（1998年—2003年） 副书记 - 叶选平（1998年—2003年） - 陈俊生（1998年—2003年） 成员 - 杨汝岱（1998年—2003年） - 王兆国（1998年—2003年） - 任建新（1998年—2003年） - 宋健（1998年—2003年） - 李贵鲜（1998年—2003年） - 张思卿（1998年—2003年） - 钱正英（1998年—2003年） - 朱光亚（1998年—2003年） - 胡启立（1998年—2003年） - 陈锦华（1998年—2003年） - 赵南起（1998年—2003年） - 毛致用（1998年—2003年） - 白立忱（1998年—2003年） - 郑万通（1998年—2003年） | 书记 - 贾庆林（2003年—2008年） 副书记 - 王忠禹（2003年—2008年） - 阿不来提·阿不都热西提（2003年—2008年） 成员 - 廖晖（2003年—2008年） - 刘延东（2003年—2008年） - 李贵鲜（2003年—2008年） - 张思卿（2003年—2008年） - 白立忱（2003年—2008年） - 陈奎元（2003年—2008年） - 徐匡迪（2003年—2008年） - 李兆焯（2003年—2008年） - 郑万通（2003年—2008年） |

| 书记 - 贾庆林（2008年—2013年） 副书记 - 王刚（2008年—2013年） 成员 - 廖晖（2008年—2013年） - 杜青林（2008年—2013年） - 白立忱（2008年—2013年） - 陈奎元（2008年—2013年） - 阿不来提·阿不都热西提（2008年—2013年） - 李兆焯（2008年—2013年） - 钱运录（2008年—2013年） - 孙家正（2008年—2013年） - 李金华（2008年—2013年） - 郑万通（2008年—2013年） - 邓朴方（2008年—2013年） | 书记 - 俞正声（2013年—2018年） 副书记 - 杜青林（2013年—2018年） 成员 - 令计划（2013年—2015年） - 张庆黎（2013年—2018年） - 李海峰（2013年—2018年） - 苏荣（2013年—2014年） - 陈元（2013年—2018年） - 卢展工（2013年—2018年） - 周小川（2013年—2018年） - 王家瑞（2013年—2018年） - 王正伟（2013年—2018年） - 马飚（2013年—2018年） |

| 书记 - 汪洋（2018年—2023年） 副书记 - 张庆黎（2018年—2023年） 成员 - 刘奇葆（2018年—2023年） - 卢展工（2018年—2023年） - 王正伟（2018年—2023年） - 马飚（2018年—2023年） - 夏宝龙（2018年—2023年） - 杨传堂（2018年—2023年） - 李斌（2018年—2023年） - 巴特尔（2018年—2023年） - 汪永清（2018年—2023年） - 何立峰（2018年—2023年） | 书记 - 王沪宁（2023年—） 副书记 - 石泰峰（2023年—） - 胡春华（2023年—） 成员 - 沈跃跃（2023年—） - 王勇（2023年—） - 周强（2023年—） - 巴特尔（2023年—） - 陈武（2023年—） - 穆虹（2023年—） - 咸辉（2023年—） - 王东峰（2023年—） - 姜信治（2023年—） |